# 衛不疑
衛不疑，西汉陰安侯，河东郡平阳县（今山西省临汾市西南）人，卫青的第二子。
元朔五年（前124年），卫青讨伐匈奴立功。汉武帝表彰他：「大將軍青躬率戎士，師大捷，獲匈奴王十有餘人，益封青八千七百戶。」在四月丁未以衛青之功封他的三个儿子为列侯。衛伉為宜春侯，衛不疑為陰安侯，衛登為發干侯。衛不疑在位十二年，元鼎五年（前112年），因为酎金免侯。当时卫青还未死。在巫蛊之祸中，卫伉被杀，卫不疑和卫登则没有被杀的记录。